# Gornji Laduč
Gornji Laduč falu Horvátországban Zágráb megyében. Közigazgatásilag Brdovechez tartozik.

## Fekvése
Zágráb központjától 22 km-re, községközpontjától 5 km-re északnyugatra a Száva völgyében, a Zágrábot Ljubljanával összekötő vasútvonal mellett fekszik.

## Története
Laduč a középkorban a szomszédvár-stubicai uradalomhoz tartozott, első írásos említése 1446-ban történt. Az uradalom felosztása után Laduč az egyik újonnan kialakított nemesi birtok központja lett. 1672-ben már állt itt egy fakápolna és ebben az évben egy új építésébe kezdtek. A kápolna mai formáját 1835-ben nyerte el. Laduč kastélyát báró Vranyczany-Dobrinovich Vladimir építtette 1882-ben a régebbi kastély helyén, melynek építési ideje nem ismert. Utolsó tulajdonosa Vranyczany-Dobrinovich Tilda bárónő volt.
A település első iskolája 1851-ben nyílt meg. Fejlődésében meghatározó jelentőségű volt a Zágrábot Ljubljanával összekötő vasútvonal megépülése, melynek vasútállomása van a faluban. Önkéntes tűzoltó egyletét 1920-ban alapították.
1857-ben 232, 1910-ben 325 lakosa volt. Trianon előtt Zágráb vármegye Zágrábi járásához tartozott. 2011-ben a falunak 837 lakosa volt.

## Lakosság
| Lakosság változása | Lakosság változása | Lakosság változása | Lakosság változása | Lakosság változása | Lakosság változása | Lakosság változása | Lakosság változása | Lakosság változása | Lakosság változása | Lakosság változása | Lakosság változása | Lakosság változása | Lakosság változása | Lakosság változása | Lakosság változása |
| ------------------ | ------------------ | ------------------ | ------------------ | ------------------ | ------------------ | ------------------ | ------------------ | ------------------ | ------------------ | ------------------ | ------------------ | ------------------ | ------------------ | ------------------ | ------------------ |
| 1857               | 1869               | 1880               | 1890               | 1900               | 1910               | 1921               | 1931               | 1948               | 1953               | 1961               | 1971               | 1981               | 1991               | 2001               | 2011               |
| 232                | 179                | 210                | 242                | 312                | 325                | 330                | 356                | 405                | 509                | 577                | 609                | 642                | 793                | 864                | 837                |

## Nevezetességei
- A Vranyczany-Dobrinovich-kastély[4] 1882-ben Kuno Waidman német építész tervei szerint épült báró Vranyczany-Dobrinovich Vladimir megbízásából. A kastély egyemeletes, szabályos téglalap alaprajzú épület, északi oldalán bővítményekkel. Főhomlokzata déli irányba néz, fő ékessége a háromíves nagyméretű erkély. A szobák a hatalmas központi csarnokból nyílnak. Eredeti berendezéséből csak néhány cserépkályha maradt fenn. Jelenleg gyermekotthon található benne. A kastélyt négy hektáros szép park övezi, melynek nyugati szélén gazdasági épületek állnak. Fennmaradt a kert északi végében álló pálmaház. A kertet virágágyásokkal, bukszus bokrokkal, szobrokkal ékesített sétányok tagolták. A szobrokból mára csak kettő maradt meg, melyeket a brdoveci múzeumban helyeztek el.
- Szent Lénárd tiszteletére szentelt kápolnája 1835-ben épült a korábbi kápolna helyén. Orgonáját Joannes Franciscus Jeneschek műhelyében építették 1733-ban, 1982-ben restaurálták.